# ASCO Arena
ASCO Arena (do 2019 roku Bayıl Arena) – stadion piłkarski w Baku, stolicy Azerbejdżanu. Został otwarty w sierpniu 2012 roku, a pierwszy mecz rozegrano na nim 3 września 2012 roku (było to spotkanie kobiecych reprezentacji do lat 17 Azerbejdżanu i Zambii). Obiekt może pomieścić 3200 widzów i posiada sztuczne oświetlenie o natężeniu 1500 luksów. Na stadionie swoje spotkania rozgrywają piłkarze klubu Səbail Baku. Obiekt był jedną z aren kobiecych Mistrzostw Świata U-17 2012 oraz turnieju piłkarskiego na igrzyskach solidarności islamskiej w 2017 roku.